# Megachile aurantipennis
Megachile aurantipennis är en biart som beskrevs av Cockerell 1912. Megachile aurantipennis ingår i släktet tapetserarbin, och familjen buksamlarbin. Inga underarter finns listade i Catalogue of Life.